# Montemassi

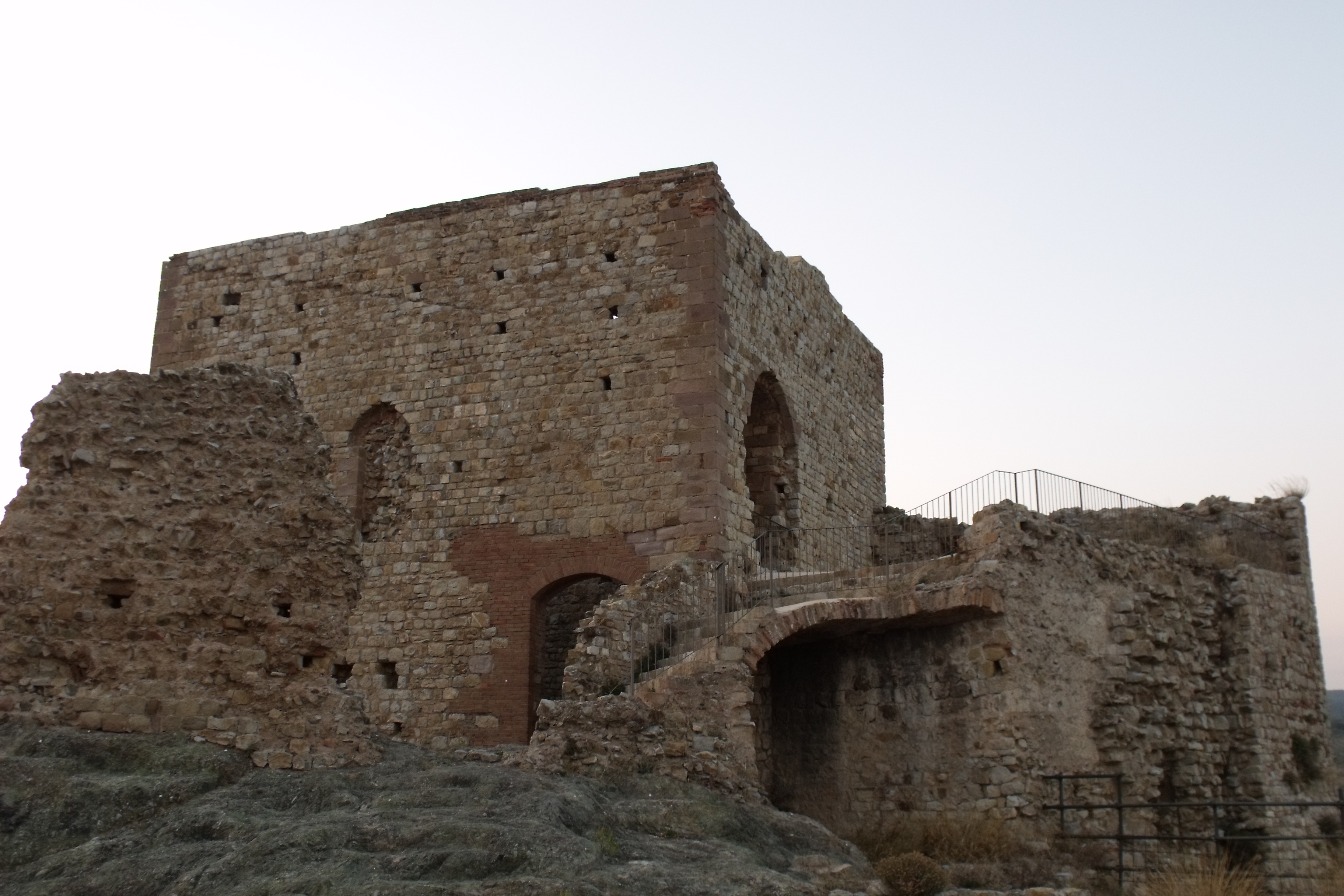
Das Castello di Montemassi (Bergfried)

Montemassi ist ein Ortsteil (Fraktion, italienisch frazione) von Roccastrada in der Provinz Grosseto, Region Toskana in Italien.

## Geografie
Der Ort liegt 8,7 km westlich des Hauptortes Roccastrada, 26 km nördlich der Provinzhauptstadt Grosseto, 87 km südlich der Regionalhauptstadt Florenz und 42 km südwestlich von Siena. Der Ort liegt in der Landschaft der Maremma und in den Colline Metallifere bei 280 Höhenmetern. Direkt südlich grenzt der Ort an Ribolla. Der Ort hatte 176 Einwohner im Jahr 2001.

## Geschichte
Die Burg Castello di Montemassi entstand wahrscheinlich schon um das Jahr 1000 als Burg der Aldobrandeschi mit Borgo (Unterstadt) und angeschlossener Stadtmauer. Erstmals erwähnt wird der Ort 1076 in einer Schenkungsurkunde des  Ildebrandino Aldobrandeschi, der der Burgkirche Güter vermachte. Im Vorfeld der Schlacht von Montaperti wurde der Ort 1259 von Florenz unterstützt und zu einer Rebellion gegen Siena angeregt. Die erste Belagerung durch seneser Truppen wurde durch die schwierige Situation im Hauptort Siena unterbrochen, wohin die Truppen zur Hilfe eilen mussten. Die zweite Belagerung fand ein Jahr später nach der Schlacht von Montaperti statt, diesmal erfolgreich. Die Seneser vergaben den Ort in den ersten Jahren des 14. Jahrhunderts an die Familie der Pannocchieschi und an die Cappucciani aus Sticciano. 1328 erhob sich der Ort unter Castruccio Castracani gegen Siena, die sofort ihre Truppen nach Montemassi schickten, um den Ort abermals zu belagern. Um dieses Ereignis entstand das Gemälde Guidoriccio da Fogliano all’assedio di Montemassi (Guidoriccio da Fogliano bei der Belagerung von Montemassi). Die Familie der Salimbeni unter Niccolò (auch Cocco genannt) und Cione di Sandro de’ Salimbeni aus Siena übernahm den Ort im Herbst 1374 gegen den Willen der Regierung in Siena, was zu weiteren Konflikten führte, die aber ein Jahr später durch Vermittlung von Florenz beseitigt werden konnten. Der Friedensvertrag sah die Weitergabe der Burg an Florenz vor, diese wiederum gaben sie an Siena zurück. Siena setzte die Familie Verdelli aus Montalcino als neue Herren ein, die bis 1404 herrschten. Nach erneutem Aufstand der Burgherren wurde die Burg 1413 von Siena demoliert, um die Republik vor weiteren Gebrauch gegen sie zu schützen.
Nach der Niederlage der Republik Siena 1555 gegen die Republik Florenz fiel der Ort ebenfalls (wie Siena) dem Herzogtum Toskana zu. Der offizielle Akt wurde am 27. August 1559 unterzeichnet. Der Großherzog der Toskana, Ferdinando II. de’ Medici, stellte den Ort am 19. September 1632 den Malaspina di Mulazzo als Lehnswesen zur Verfügung. Diese verkauften ihre Rechte an dem Lehen zusammen mit Roccatederighi am 7. April 1770 an Giovanni di Domenico Cambiaso aus Genua. Nach der Einheit Italiens 1861 wurde der Ort Teil der Gemeinde Roccastrada.

## GemäldeGuidoriccio da Fogliano all’assedio di Montemassi

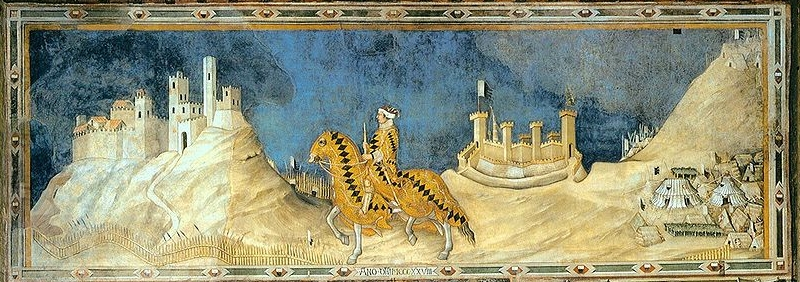
Das Gemälde Guidoriccio da Fogliano des Simone Martini im Palazzo Pubblico von Siena

Größere Bekanntheit erreichte der Ort durch das Fresko Guidoriccio da Fogliano all’assedio di Montemassi (Guidoriccio da Fogliano bei der Belagerung von Montemassi) des Simone Martini im Sala del Mappamondo des Palazzo Pubblico in Siena. Die Burg linksseitig stellt Montemassi dar, die Burg mittig wahrscheinlich Sassofortino (Ortsteil von Roccastrada). Das Bild zeigt den Condottiere Guidoriccio da Fogliano bei der Belagerung von Montemassi.

## Sehenswürdigkeiten

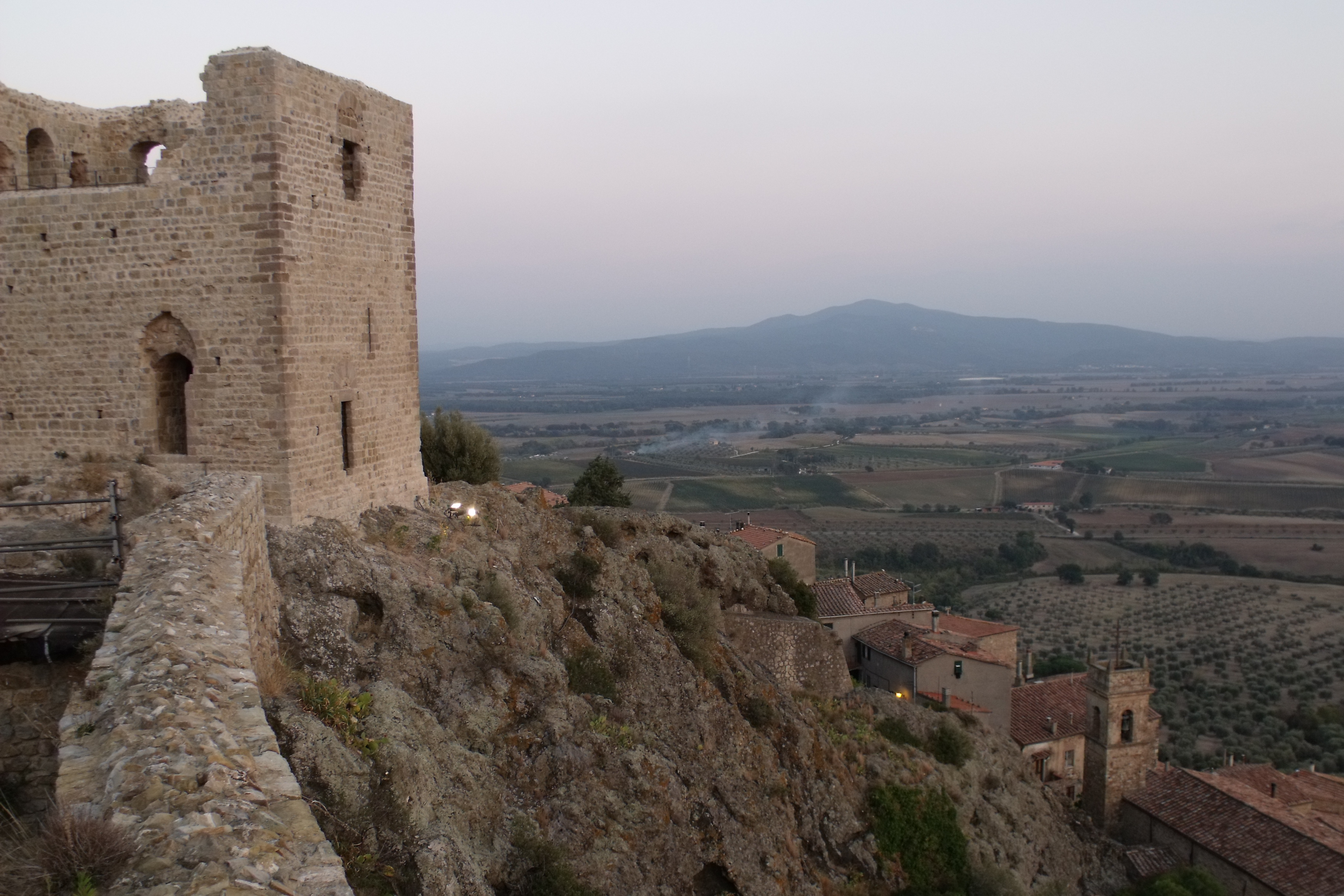
Turmruine des Castello di Montemassi und unterhalb gelegenes Borgo

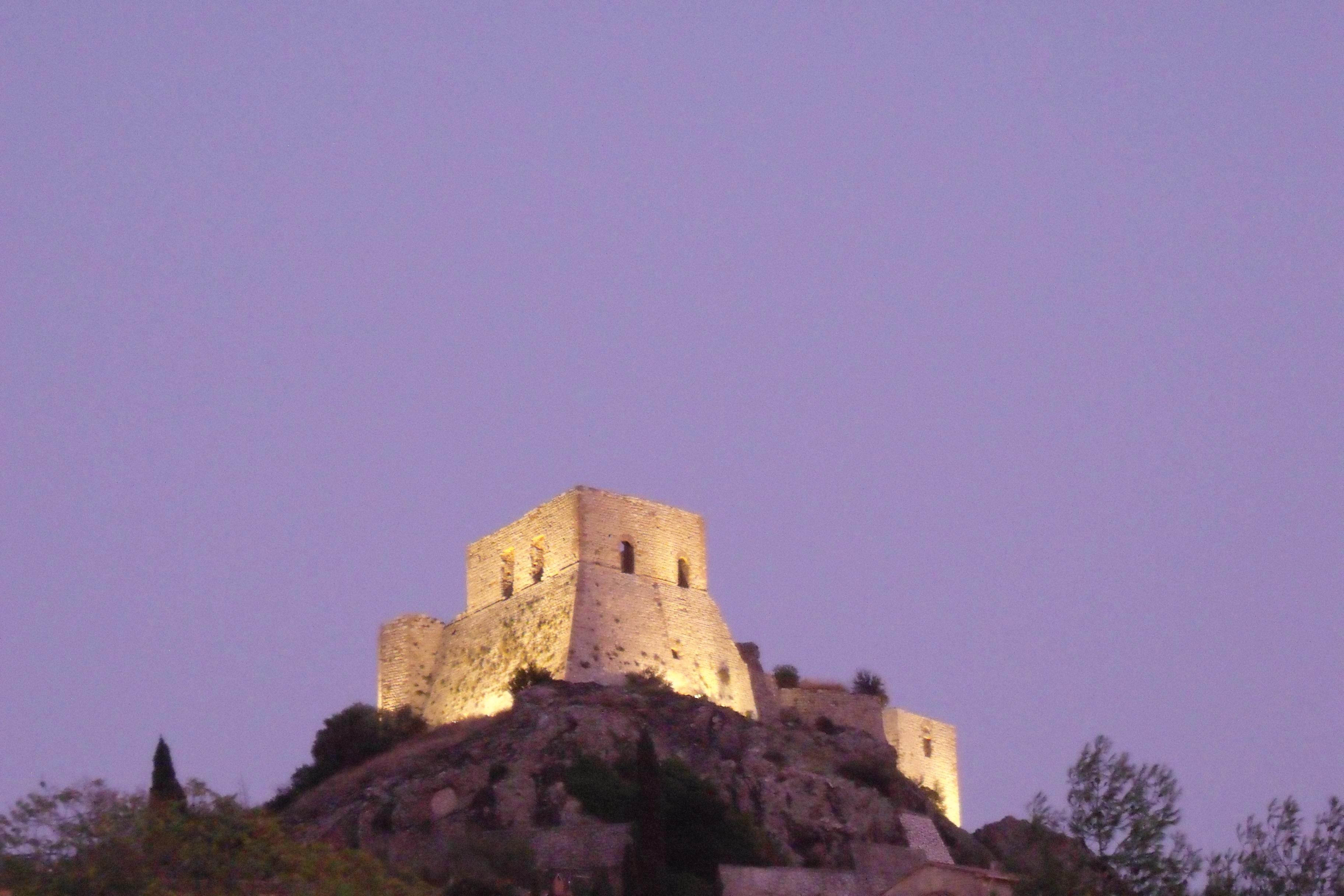
Panorama des Castello di Montemassi

- Chiesa di Sant’Andrea Apostolo, Hauptkirche im historischen Ortskern, die erstmals im 14. Jahrhundert erwähnt wurde. Enthält das 1490 erschaffene Werke Madonna col Bambino, das dem Umfeld von Matteo di Giovanni oder Guidoccio Cozzarelli zugeschrieben wird.
- Chiesa di Santa Maria delle Grazie, Kirche aus dem 13. Jahrhundert. Enthielt Madonna col Bambino, das sich heute in der Chiesa di Sant’Andrea Apostolo befindet.
- Palazzo del Capezzolo, Palast aus dem 16. Jahrhundert

## Wirtschaft
Von 1840 bis in die Mitte des 20. Jahrhunderts spielte der Bergbau in Montemassi eine wichtige wirtschaftliche Rolle.